# Kattankudy
Kattankudy ist eine Gemeinde (Urban Council) in Sri Lanka mit 40.356 Einwohnern (2012). Sie liegt in der Nähe der Stadt Batticaloa an der Ostküste Sri Lankas. Die Stadt wird überwiegend von Muslimen bevölkert. Die meisten Menschen sind in Handel, Industrie und Fischerei tätig.

## Lage
Die Stadt liegt in der Ostprovinz von Sri Lanka. Dort ist sie im Distrikt Batticaloa eingegliedert. Die gleichnamige Stadt Batticaloa liegt ebenfalls in der Nähe.

## Geschichte
Beim Massaker in der Kattankudy kamen über 147 muslimische Männern und Jungen in einer Moschee in Kattankudy bei einem Angriff durch bewaffnete Personen am 3. August 1990 ums Leben. Er fand statt, als etwa 30 bewaffnete Personen vier Moscheen in der Stadt Kattankudy überfielen, in denen sich über 300 Menschen zum Gebet niederknieten. Der Angriff wird von der sri-lankischen Regierung der LTTE zugeschrieben, die ihre Beteiligung an dem Massaker bestritt.
2004 wurde die Stadt von einem Tsunami getroffen, wobei über 100 Personen starben.

## Bevölkerung
| Ethnie                             | Bevölkerung | Anteil |
| ---------------------------------- | ----------- | ------ |
| Moors                              | 40.124      | 98,01  |
| Indische Tamilen                   | 153         | 0,80   |
| Singhalesen                        | 36          | 0,05   |
| Sri Lanka-Tamilen                  | 20          | 0,02   |
| Andere (darunter Burgher, Malaien) | 23          | 0,02   |
| Gesamt                             | 40.356      | 100    |

## Klima
In der Gegend herrscht tropisch-feuchtheißes Monsunklima. Die durchschnittliche Jahrestemperatur in der Umgebung beträgt 26 °C. Der wärmste Monat ist der August mit einer Durchschnittstemperatur von 30 °C und der kälteste Monat ist der Februar mit 24 °C. Die durchschnittliche jährliche Niederschlagsmenge beträgt 2.183 Millimeter. Der feuchteste Monat ist der Dezember mit durchschnittlich 668 mm Niederschlag und der trockenste ist der Juni mit 31 mm Niederschlag.

## Verwaltung
Die Postleitzahl ist 30100.

## Politik
Die Politik findet im Stadtrat von Kattankudy statt.